# シュマリ
『シュマリ』は、手塚治虫による日本の漫画。『ビッグコミック』（小学館）1974年6月号から1976年4月号まで連載された。

## 概要
明治政府によって次第に開拓され、アイヌも自然も追いやられている明治の初めの北海道を、一人の男の目から描ききる大作。映画的な描写と壮大な歴史背景の下、魅力的な男女のキャラクターが交錯する一大歴史ロマンである。
連載開始は虫プロダクションの倒産の翌年で、復活をかけて、手塚治虫が『ブラック・ジャック』や『三つ目がとおる』の連載を開始した時期である。

## あらすじ
大月祥馬に妻お妙を奪われた和人シュマリは、東京と改名されたばかりの江戸から北海道へ渡ってきた。アイヌの族長から狐を意味するアイヌ語のシュマリという名前を与えられ、過去と決別してシュマリは北海道の原野をさまよい続ける。ひょんなことから、五稜郭の戦いで隠された黄金3万両の隠し場所を知ったシュマリは、太財一族から土地を買い受け開拓を始める。北海道王国を築こうとする父の意思を受け継ぐ太財弥七は、黄金のありかを聞き出すべく、妹お峯をシュマリの許にさしむける。一冬を過ごすうちに、すっかり妻となってしまったお峯だったが、自分がシュマリの以前の妻お妙と瓜二つであることを知る。自分は身代わりであったと憤慨したお峯は、シュマリを開拓使に売る。
集治監の囚人となったシュマリは、脱獄を試みた十兵衛といつしか深い友情を築く。黄金にこだわり続ける太財弥七により、鉱山にもらいうけられたシュマリと十兵衛は、大落盤を契機に自由の身となる。ようやくお峯とポン・ションの待つシュマリ牧場に戻る2人。しかし、そこにはアイヌの財宝を狙う野盗団が待っていた。銃で武装した野盗との死闘の末に、十兵衛は討ち死にをし、シュマリも山にこもってしまう。
山から毛皮を売りに下りてきたシュマリの前に、お妙を妻とした郡書記官、華本男爵が現れる。お妙への愛が忘れられないシュマリは山を降り、また牧場を開こうとする。一人で産んだシュマリの実子、弥三郎を連れたお峯は、シュマリの妙への思いを知りながら、押しかけではあっても女房の幸せを一時味わう。しかし、歴史の流れはシュマリたちを置いていってはくれない。華本を潰そうとする薩摩閥の陰謀の前に弥七が倒れ、弥七の鉱山で再び死闘を演じたシュマリは行方不明となる。
そして歳月は流れ、ポン・ションは大人になり、日清戦争に従軍した。そのポン・ションから、お峯に手紙が届く。「朝鮮半島で生きていた父シュマリと再会した。老いてなお壮健なシュマリは北海道に帰る気はなく朝鮮も文明化されて住みづらくなったから、さらなる北の辺境を目指す」と…。

## 登場人物

### 主要人物
シュマリ
主人公。江戸で旗本であったが、妻を追って北海道へ渡る。シュマリとは、アイヌ語で狐の意味で、アッサブのコタンの長老がつけた名前。出せば人を殺してしまうため、右手に常に包帯を巻いている。アイヌ人や蝦夷の地をこよなく愛し、和人ながらも常にアイヌの側に立ち続けた。そのため、内地から明治政府が開拓という圧迫を加えていくことに生涯反抗し続け、自分の生き方に忠実であった。
元の名前は作中では一切登場せず、指名手配書等でも通称「シュマリ」として扱われている。
お妙
シュマリの元妻。旗本であったシュマリが官軍についたことが許せず、大月祥馬と一緒になる。大水で大月が流された後、一人で残された農地で生きていこうとする。シュマリからは砂金の援助をたびたび受けていた。しかし、度重なる災難に耐えきれず、華本男爵の妻となる。のちに華本を助けるため、太財弥七に体を売り、その不貞を責められ、華本に射殺される。最終的に、自分がシュマリを愛していたことに気付かされた。
太財兄弟の父
元会津藩士。脱藩して渡米するが、北海道に漂流し、幌内炭鉱に目をつける。北海道の半分の土地を手に入れ、「エゾ共和国」を建設する野心を抱いている。シュマリに土地を売るが、そこはねずみの多発する土地だった。ポン・ションの母親を犯し殺している。1875年、石川幌内熊尻に太財炭鉱会社を設立。厳冬のため、1876年5月、峯に看取られつつ病死。
太財弥十
太財兄弟の長男。太財炭鉱副社長。人殺しをも厭わない狂暴な性格。シュマリには好感を抱いておらず、すきあらば命を狙おうとしていた。コレラの病人の出た村を火打ちにする残虐なところがある。シュマリを陥れようとして、丁字屋の女であるおかねを殺し、シュマリと決闘をしようとして地震に巻き込まれて坑道に十兵衛ともども閉じ込められるが、無事脱出したところを、真相を知った丁字屋に殺害される。
太財弥七
太財兄弟の次男。北海道の半分を自分の王国とする夢を抱き、炭鉱開発を一族で始める。父の死後、太財炭鉱を受け継いで社長。賢明で狡猾な性格。
シュマリの黄金を譲り受け、炭鉱主として一定の成功を収める。しかしお妙の真摯な願いにより、薩摩閥に反発して華本の味方をしたことから、体制側の扇動により鉱山労働者の激しい暴動に遭い、心臓発作で命を落とす。シュマリとは反目していながらも、どこか精神的に通じ合うものを持っており、峯のこともあって互いに助け合う時もあり、ライバルとも悪友とも言えない不思議な間柄であった。
家族を作らない主義で、義理の甥であるポン・ションを自分の後継者にしようとしていた。
太財峯
弥十・弥七の妹で、シュマリの2人目の妻。養子であるポン・ションを実子のように育て上げ、シュマリの実子・弥三郎を生み育てた。
お妙と瓜二つの端正な顔立ちだが性格は正反対。娘時代には、色目を使った小作人を猟銃で撃ち殺すなど、相当な女傑。ポン･ションの薬を貰いに行った病院で自分と妙が瓜二つなのを知ると、妙に悪態をつきに行き、その足でシュマリを訴え出る。しかしその行動をすぐに後悔し、兄に炭鉱で囚人労働者としてシュマリを使うことを提言する。
ポン・ション（首麻里 善太郎）
アイヌ人。シュマリの牧場の近くに住んでいた酒作りの女の息子。太財の父に母が殺されてしまったために、シュマリの家に転がり込む。乳の代わりにどぶろくで育てられたため、天性の酒豪。後に札幌農学校に進み、父と仰ぐシュマリの牧場を発展させようとする。のちに徴兵され日清戦争に参戦した。従軍中に大陸でシュマリとしばしの再会を果たす。
「ポン・ション」は「小さなウンコ」の意で、アイヌの風習で病魔に嫌われるようにつけられた仮の名である。血のつながりのない峯を母親として深く慕っている。
弥三郎
シュマリと峯の子。シュマリは「ション・タク」（ウンコの固まりの意）と呼んでいる。
十兵衛
集治監でシュマリと知り合った剣豪。「南無阿弥陀仏」と唱えながら切り伏せる。野盗団との戦いで複数の銃弾を受け瀕死の重傷を負いながらも、自ら仕掛けた罠で残党を巻き込み、死んでいった。
天然理心流の使い手であり、その正体はひそかに生き延びていた新選組の土方歳三であることが示唆されているが、本人は一貫して否定し続けている。
華本要（はなもと かなめ）
男爵、郡書記官（どの郡かは不明）。公卿華本実篤の次男。クリスチャン。被災した妙を見初め、結婚する。のちにシュマリと妙を争うような形になる。
木戸孝允らの知己を得、若くして中央の官界に身を置く。明治初年にカリフォルニアに渡り、教養と開拓精神を身につけて帰国。育ちがよく物腰がおだやかである一方で、プライドが高く、あまり感情を顔に出そうとしない。カリフォルニアで人種差別を受けた経験がトラウマとなっており、ときおり錯乱して奴隷主のように尊大な態度をとったり、奴隷のように卑屈な態度をとったりする。こうした性格のため、妻の妙を深く愛しながらも、互いに心が通じ合えずにいた。
北有社の大株主であったため、薩摩閥の堀基らと対立し、書記官を解任される。妻の妙と弥七との密通に気づき（妙の目的は窮地にあった華本を救うためであったのだが）、許すことができず妙を射殺、殺人罪で収監される。
仮出獄後は農民として第二の人生を歩む。妙を殺したことででシュマリに命を狙われる結果になり、峯の機転で助けられる。弥七亡き後のポン・ションの後見人ともなっている。

### その他の登場人物
イメカノ
シュマリが劈頭で助けたアイヌの娘。盗賊団にさらわれ、なぐさみものにされかけていたところを、結果としてシュマリが救う形となっている。アッサブの出身でシュマリのことをフンベ（鯨）に似ているという。彼にひとめぼれするが、そのことが仇となり、刀帯（エムシャツ）を作ろうとして外で狼に襲われ、致命傷を負い、コタンへ送り届けようとするシュマリの腕の中で絶命する。エムシャツは形見としてシュマリのものとなった。
クーチンコロ
アイヌの長老（エカシ）。「シュマリ」の名付け親。和人にペニウンクルの地を奪われ、シュマリの牧場に隣接する森の中に避難する。
吉兵衛
江戸本郷団子坂の大工。馬が食あたりで倒れ、たまたま通りかかったシュマリに助けられる。札幌の町を作るために駆り出されたと語っていたが、実は十手持ち出身の刑事で、榎本武揚の五稜郭の軍資金のありかを捜索する任務を帯びており、シュマリをその隠匿者と誤解していた。札幌に土地を得て、家族を呼び寄せることが夢であったが、蝗の大群にシュマリともども襲われ、シュマリが与えた芋を肌身離さずに持っていたため、胸を食い破られ、致命傷を負い、シュマリの手で自身のピストルで安楽死させられた。
吉兵衛の息子
峯のもとを尋ねてシュマリが炭鉱にいることを確かめた上で、父親の仇を討とうと、シュマリを狙撃して刺し殺そうとするが、十兵衛に殺される。
大月祥馬
旗本。榎本艦隊に加わり蝦夷に逃れ、「安芸山」と名を変えて開拓農民となっていた。余市川流域にジャガイモと大豆と麦の畑を所有していた。1年前の暮れに住み着いたばかりで、鉄砲水対策の土手の補強をしていなかった。シュマリにすぐに正体がばれ、決闘をするという矢先に畑を守ろうとし、洪水に巻き込まれて死亡する。
清兵衛
シュマリが1869年の12月に札幌で捕らえられた時に出会った牢名主。暖を取るため、シュマリが牢に放火した際。とばっちりを受けて凍死させられそうになる。神楽坂でお初という娘を売り、その行方を捜していた。シュマリがその娘に出会ったという嘘を知りつつ、そのことに感謝していた。
関口金吾（演：アセチレン・ランプ）
佐賀藩一のピストルの使い手。シュマリを案内人として榎本武揚の隠した軍用金探しを行う。シュマリに殺害される。
刺青の男
榎本の密命を受けて、三万量の軍資金の隠し場所を自らの刺青に記させた。アイヌのチャシナイのコタンで捕らえられ、軍資金発見とともに関口に射殺される。
お軽
シュマリを捕らえようとした商人の女郎馬車の中にいた南部女。シュマリに恥をかかされ、後を追ってついてくる。狼に致命傷を負わされながらも、最後のプライドでシュマリに抱いてもらう。
なつめ
柳橋の遊女で、土方歳三の愛人。土方を追って北海道に渡り、十兵衛の正体が土方であると考えて、男装して太財炭鉱に潜入した。地震に巻き込まれ、シュマリ、弥十ともども坑道に閉じこめられる。坑道脱出のための命綱を途中で切り、シュマリたちを見捨てて十兵衛とともに駆け落ちしようとするが、山津波で決壊した川の水に巻き込まれて溺れ死ぬ。
丁字屋
岩見沢の女郎屋。愛人のおかねをシュマリに殺されたと思い込み命を狙うが、右腕を奪われる。のちに真相を知り弥十を殺すが、直後に弥七に射殺される。
みだれ髪
眠り病（日本脳炎）にかかった雌馬。野盗団との乱闘の中でシュマリを守って死ぬ。

### 実在の人物
島義勇
開拓督務補佐役、判官。榎本武揚の隠した御用金の捜索をシュマリに依頼する。のち失脚。
村田
北有社社長。幌内炭鉱開発のため田中平八と組んで北有社を設立するが、田中と組んだ堀基の北海道炭礦鉄道会社に吸収合併を仕掛けられ、北有社の大株主である華本男爵と組んで抵抗しようとする。
堀基（ほり もとい）
北海道庁理事官、のち北海道炭礦鉄道会社社長。黒田清隆長官の後ろ盾を得て北海道炭礦鉄道を設立し、北有社と空知集治監の事業合併を画策する。作中では北海道を牛耳る薩摩閥の中心人物として描かれている。
なお、北海道炭礦鉄道の設立が1892年となっている（史実では1889年設立）のをはじめ、黒田清隆が現職の長官として描かれている（黒田の開拓長官在任期間は1874年 - 1882年）、「道開拓庁」という架空の役所が登場するなど、史実との間に大幅な違いがある。
田中平八
田中銀行頭取。当初は村田の北有社に出資していたが、のちに堀と手を組む。薩摩閥の一員として薩摩弁を話す。
なお、実在の田中平八（初代の田中平八は信州伊那出身で、1884年に没しており、北有社や北海道炭礦鉄道に出資したのは2代目）は横浜に拠点を置いた実業家である。
川田竜吉
「男爵イモ」の産みの親。華本とは貴族院で面識があり、そのつてで、カリフォルニアから男爵イモの原型となったアーリイ・ローズ種を輸入する。ポン・ションとも面識がある。

## 単行本
- 小学館文庫『シュマリ』（小学館）全4巻
- 手塚治虫漫画全集『シュマリ』（講談社）全4巻
- 角川文庫『シュマリ』上・中・下巻（角川書店）　1995年  ISBN 4041851262, ISBN 4041851270, ISBN 4041851289
- 手塚治虫文庫全集『シュマリ』（講談社）全2巻
- ハードコミックス『シュマリ』上・中・下巻（大都社）